# Koken Kato
Koken Kato (加藤 弘堅 Katō Kōken?, Chiba, Chiba, 3 de abril de 1989) es un futbolista japonés que juega como centrocampista en el A. C. Nagano Parceiro.

## Trayectoria

### Clubes
| Club                  | País  | Año       |
| --------------------- | ----- | --------- |
| Kyoto Sanga F. C.     | Japón | 2008-2011 |
| Kataller Toyama       | Japón | 2012      |
| Thespakusatsu Gunma   | Japón | 2013-2014 |
| Giravanz Kitakyushu   | Japón | 2015-2020 |
| Tokyo Verdy           | Japón | 2021-2023 |
| A. C. Nagano Parceiro | Japón | 2023-     |